# Burg Julbach

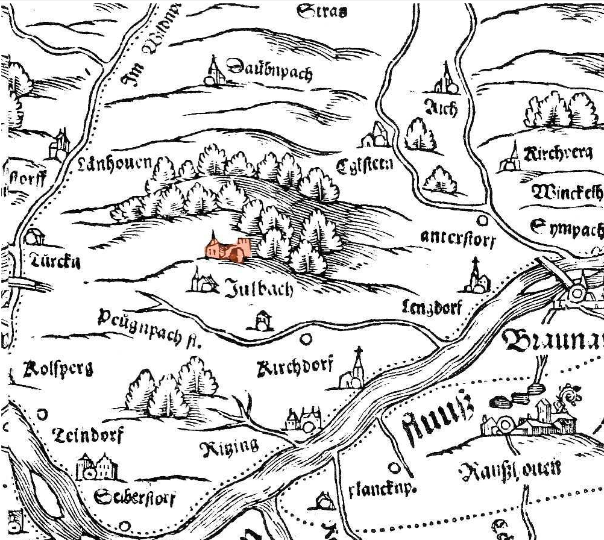
Baierische Landtafeln, Blatt 14. Ingolstadt 1568 von Philipp Apian

Die Burg Julbach ist eine abgegangene Höhenburg in der gleichnamigen Gemeinde im Landkreis Rottal-Inn von Bayern. Die Anlage wird als Bodendenkmal unter der Aktennummer  	D-2-7743-0001 im Bayernatlas als „Burgstall des hohen und späten Mittelalters“ geführt.

## Geschichte
Bereits 1078 wird ein hier ansässiger Raffolt de Jugilbahe erwähnt, dieser Raffolt wird als Zeuge einer Stiftungsurkunde des Klosters Ranshofen genannt. 1108 wird ein Werinhart de Julbahe als Zeuge bei einer Schenkung Herzog Welfs II. angeführt. 1142 ist dieser Wernhart mit dem Titel dominus und 1150 mit dem Titel nobilis ausgewiesen. Von einer Herrschaft Julbach ist um diese Zeit aber noch nicht die Rede. Dieser Wernhard stand in enger Beziehung zu den Grafen von Formbach. Wernhard von Julbach erscheint 1130 mit seinen Söhnen Heinrich und Gebhard als Zeuge in einer Formbacher Urkunde. Benedikta, die Gemahlin des Wernhard stammte aus dem Hause Formbach (ihre Mutter war Benedikta von Formbach, ihr Vater Gebhard von Ollersbach, ihre Onkel waren Gebhart und Dietrich II. von Formbach). Die Güter um Julbach sind offensichtlich als Heiratsgut in die Ehe mit dem Wernhard eingebracht worden. Der Sohn Heinrich des Wernhard nennt sich nach Julbach und nach Schaunberg und führt sogar den Titel eines comes (Henricus comes de Scounberch). Auch der zweite Sohn Gebhard des Wernhard und seine Nachfolger nannten sich nach Schaunberg. Dies wird ebenfalls durch das von Benedikta herstammende Erbe im Gebiet zwischen Wels und Kremsmünster erklärt. Der Grafentitel, mit dem die hohe Gerichtsbarkeit verbunden ist, taucht erstmals 1165 bei Gebhardus comes de iulbach auf, der als Zeuge einer Schenkung des Grafen Dietrich von Vichtenstein an das Kloster Formbach erscheint. Die Julbach-Schaunberger verfügten über ihre Mutter Benedikta († 1170) auch über die Vogtei über das Kloster Suben. Nachdem die Julbach-Schaunberger ihren Hauptsitz auf die Schaunburg verlegt hatten, waren auf Burg Julbach nur noch verwaltende Dienstmannen aus Winkelheim, Stall und Hitzenau ansässig. Julbach wird zum ersten Mal im Urbarbuch von 1371 als Grafschaft bezeichnet.

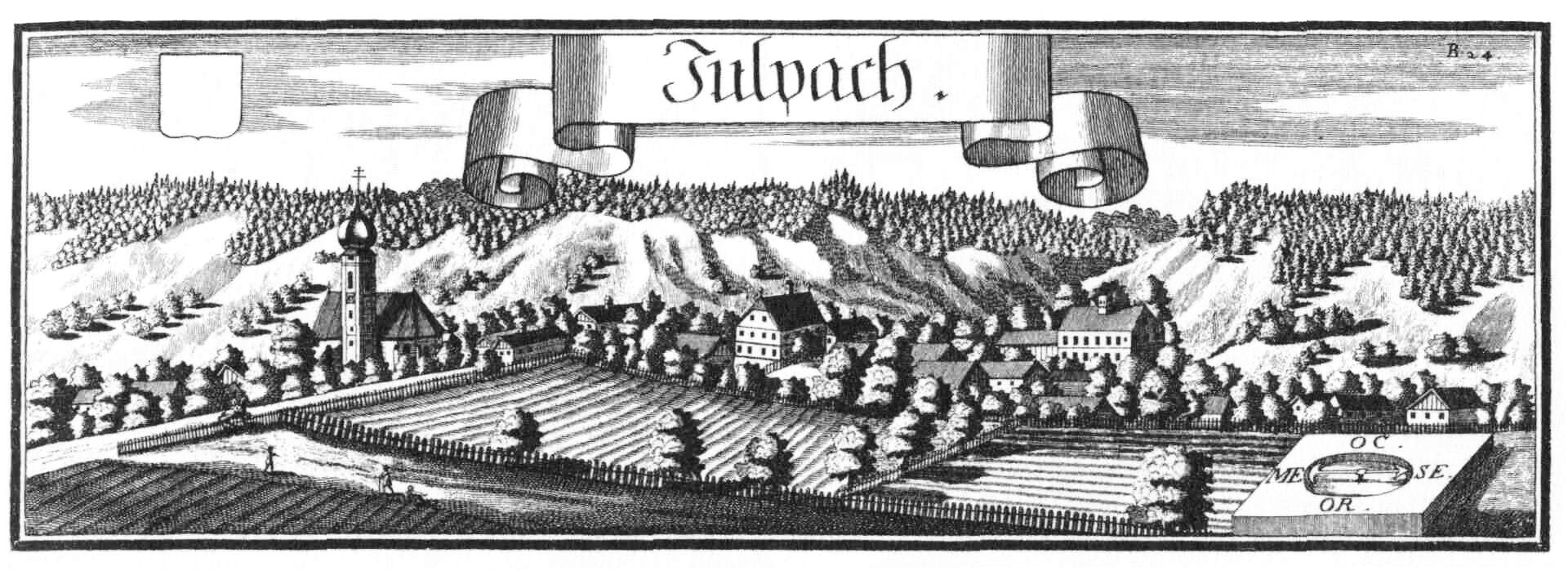
Markt Julbach nach einem Stich von Michael Wening von 1721

Am 9. Februar 1359 hatte Ulrich I. von Schaunberg Elisabeth, die Schwester des Burggrafen Friedrich von Nürnberg, geheiratet. Elisabeth erhielt die Feste und Herrschaft Julbach als Morgengabe; sollte Ulrich aber ohne Erben sterben, dann sollte die Morgengabe Elisabeths an die Schaunberger zurückfallen. Nach dem kinderlosen Tode des Ulrichs († 1373) verpfändeten Burggraf Friedrich und seine Schwester Elisabeth am 23. Mai 1377 die Feste und Herrschaft von Julbach an die Wittelsbacher aus der Linie Bayern-Landshut. Am 2. März 1382 verkaufte Graf Heinrich von Schaunberg und seine beiden Söhne Heinrich und Ulrich die verpfändete Feste und Herrschaft Julbach endgültig an die Wittelsbacher. In Julbach war auch ein Kastenamt eingerichtet, 1435 wird hier ein Kasten erwähnt, ebenso 1513 und 1578.
Unter Herzog Albrecht IV. wurde das Gericht Julbach an die drei Braunauer Bürger Hans Tegernseer, Georg Plattner und Hanns Waitzhover verpfändet, um Schulden aus dem Landshuter Erbfolgekrieg zu tilgen. Herzog Wilhelm IV. konnte 1512 dieses Pfand wieder einlösen. 1513 scheint dieser Herzog die Herrschaft mitsamt dem Kasten an Johann den Älteren und Johann von der Leiter mit dem Recht des Rückkaufs abgegeben zu haben. Es ist aber nicht sicher, ob dieser Vertrag je rechtskräftig wurde. Julbach wird auch unter den Wittelsbachern als Herrschaft bezeichnet. 1507 wird Julbach als Gericht benannt, 1578 ist Julbach noch Pflege und Herrschaft, 1588 nur mehr Pfleggericht. Als spätere Pfleger von Julbach fungierten 1515–1766 die Mautner von Braunau, 1766 wurde die Pflege Julbach (bis 1779) ganz der Pflege Braunau einverleibt, in Julbach verblieb nur mehr ein Pflegskommissar als Oberbeamter.

Burg Julbach
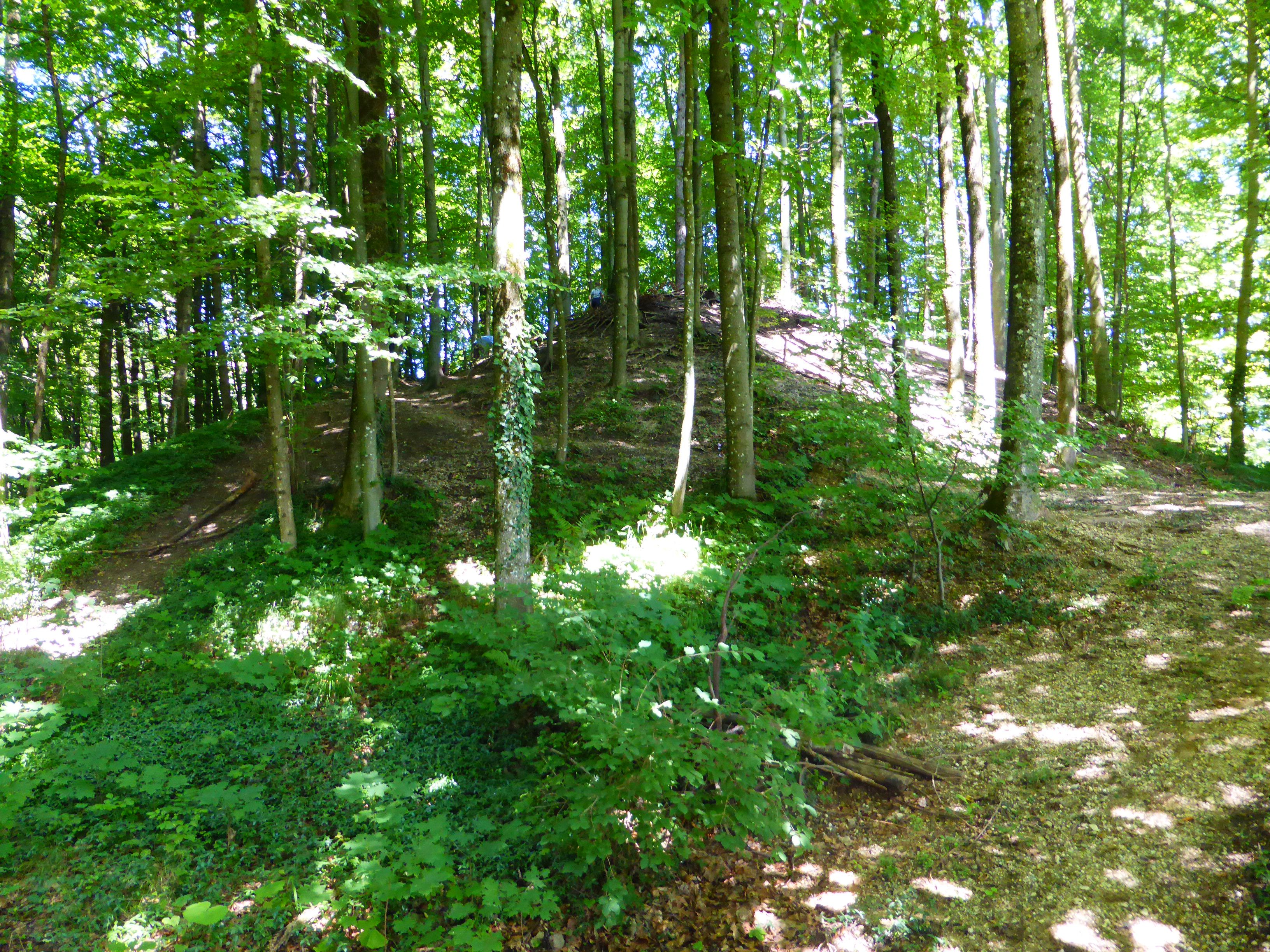
Burghügel auf dem Schlossberg
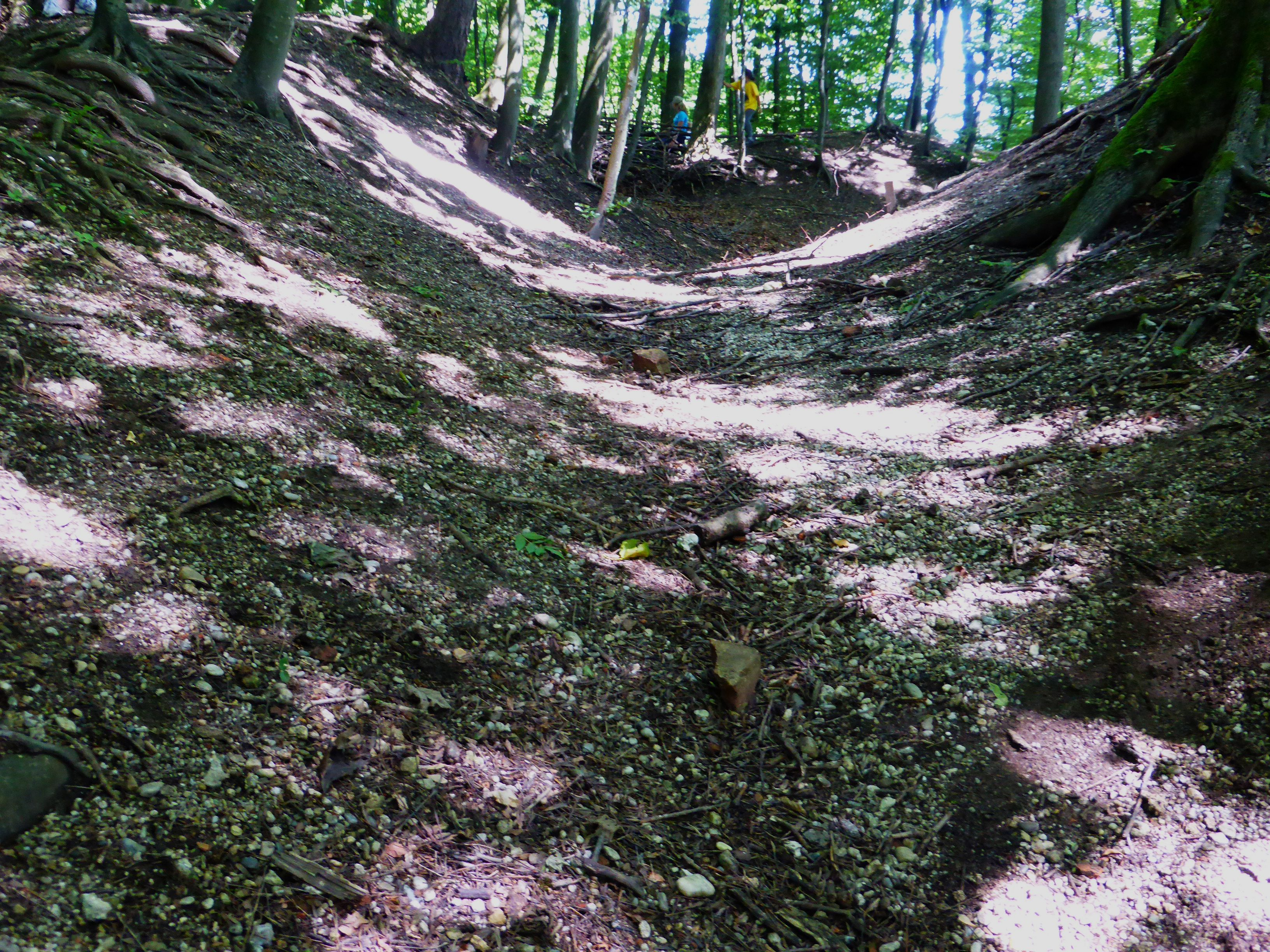
Stichgraben auf dem Schlossberg
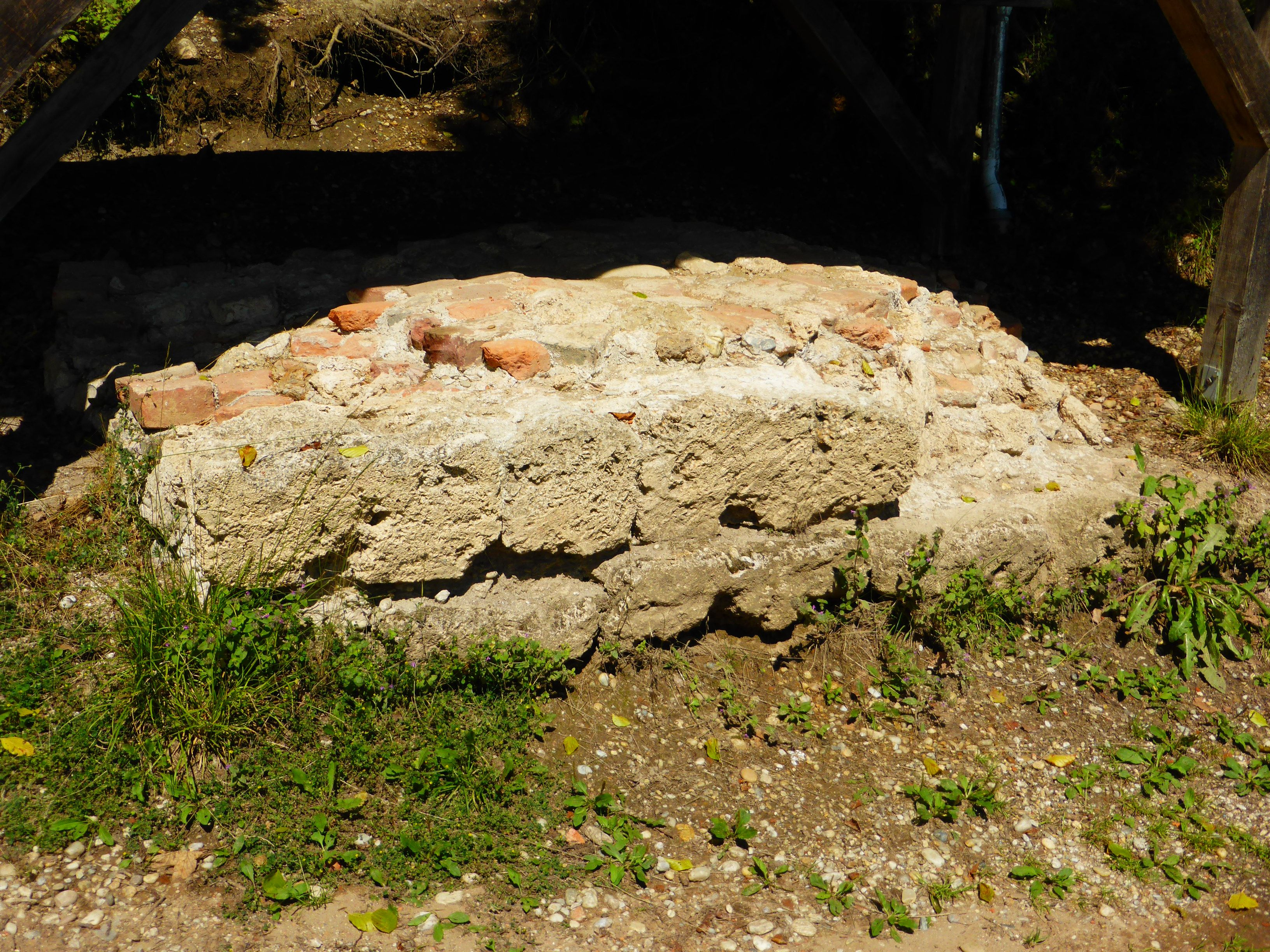
Mauerreste der Burg Julbach
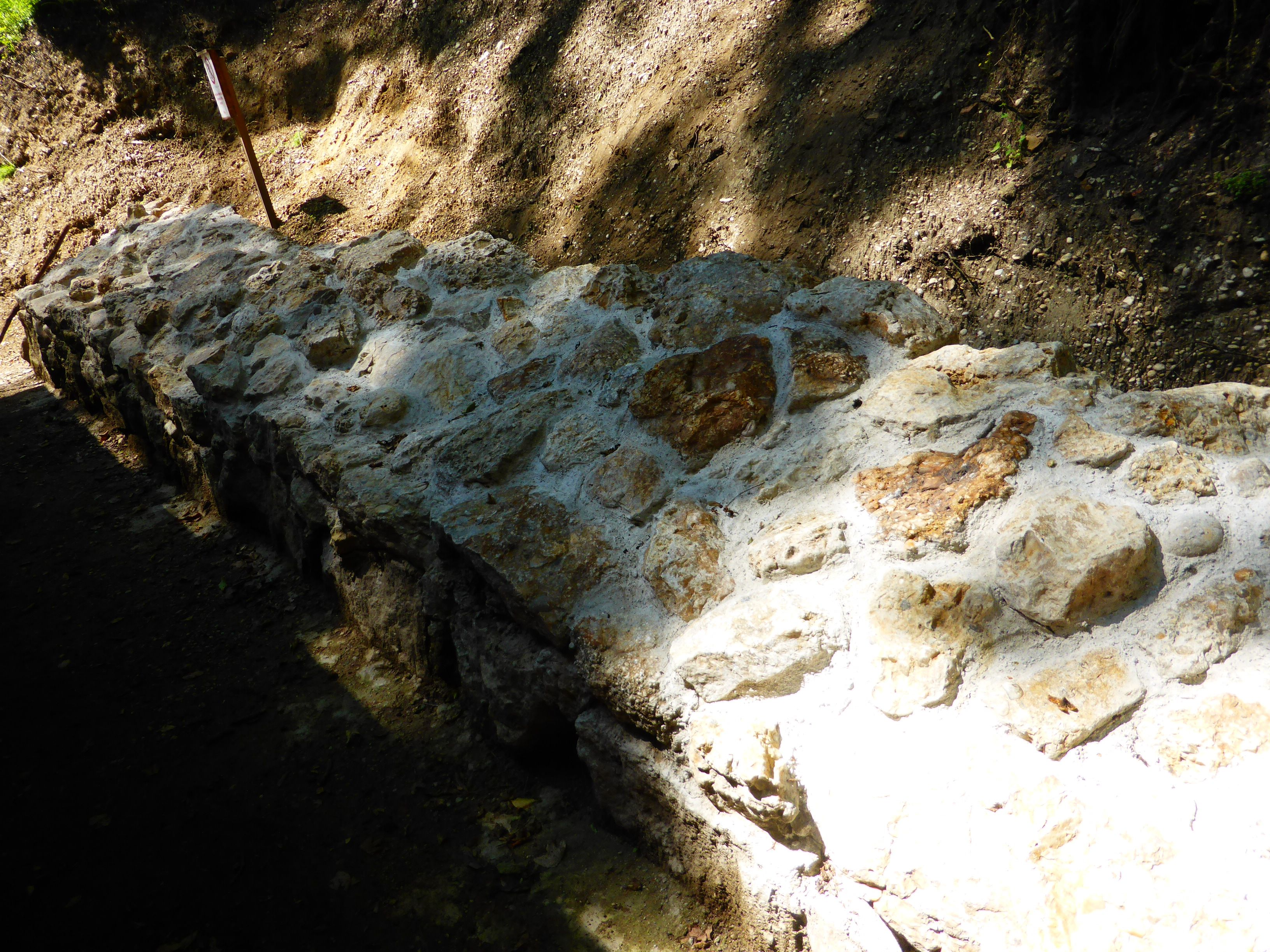
Mauerfuss der Burg Julbach

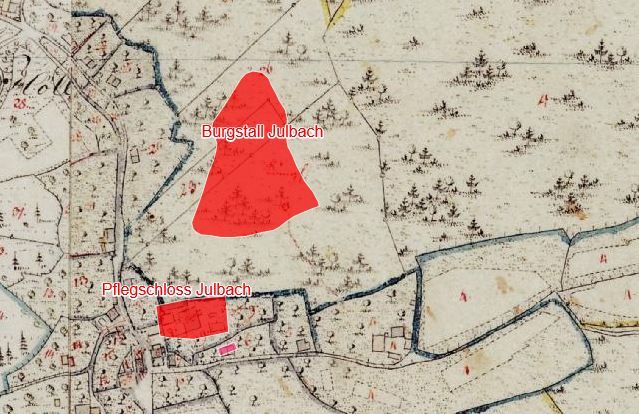
Lageplan von Burg Julbach und Pflegschloss Julbach auf dem Urkataster von Bayern

## Burgruine Julbach heute
Die Burg Julbach dürfte nach vorliegenden archäologischen Befunden in zwei Bauphasen errichtet worden sein: Eine datiert aus der Mitte des 12. Jahrhunderts und eine zweite, große Ausbauphase um 1500, also entweder kurz vor oder nach der Zerstörung von 1504 der Burg im Zuge des Landshuter Erbfolgekriegs. Zu der zweiten Großbauphase gehören die Errichtung eines Zwingers nach Westen und Süden und der Wiederaufbau des Hauptturms auf dem Haupthügel. In den Jahrhunderten danach wurden im gesamten Dorf (Friedhofsmauer, Gasthof etc.) Bausteine der Burg verbaut.
Philipp Apian berichtet als Einziger über das Aussehen der Burg, die er in den Jahren um 1560 auf dem Hügel oberhalb der Kirche gefunden hatte. Im Osten stand ein Turm mit Zinnen und westlich ein kapellenähnliches überdachtes Gebäude. Die Anlage dürfte aus einem quadratischen Wohnturm, den eine Ringmauer umfriedete, bestanden haben. Diese Hauptburg waren sichelförmig mit einer Vorburg umgeben. Der Verein der „Burgfreunde zu Julbach e. V.“ bemüht sich seit mehreren Jahren um die Erforschung und archäologische Sicherung der Burg Julbach.

Bilder
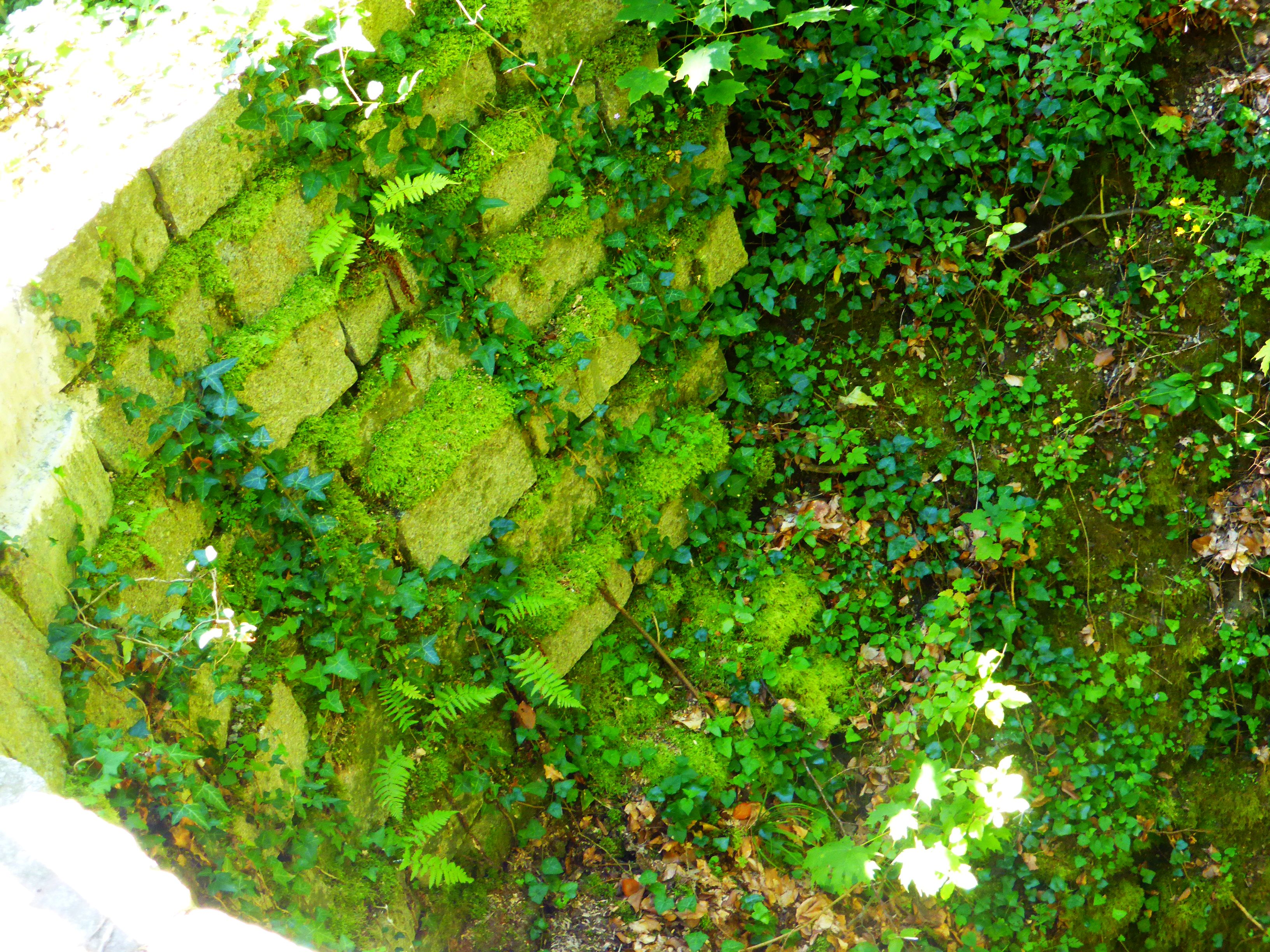
Brunnenschacht der Burg Julbach
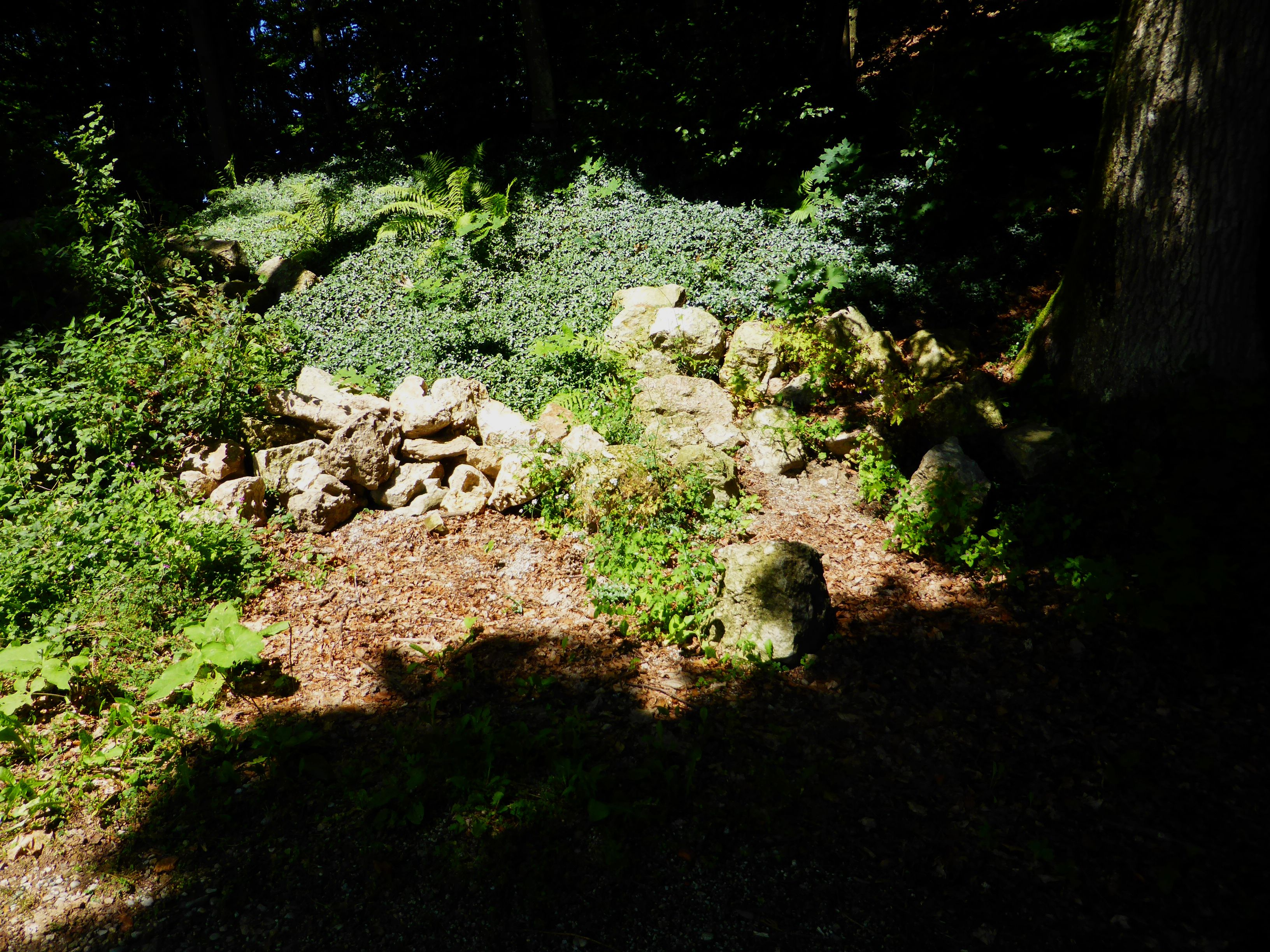
Mauerreste von der Burg Julbach
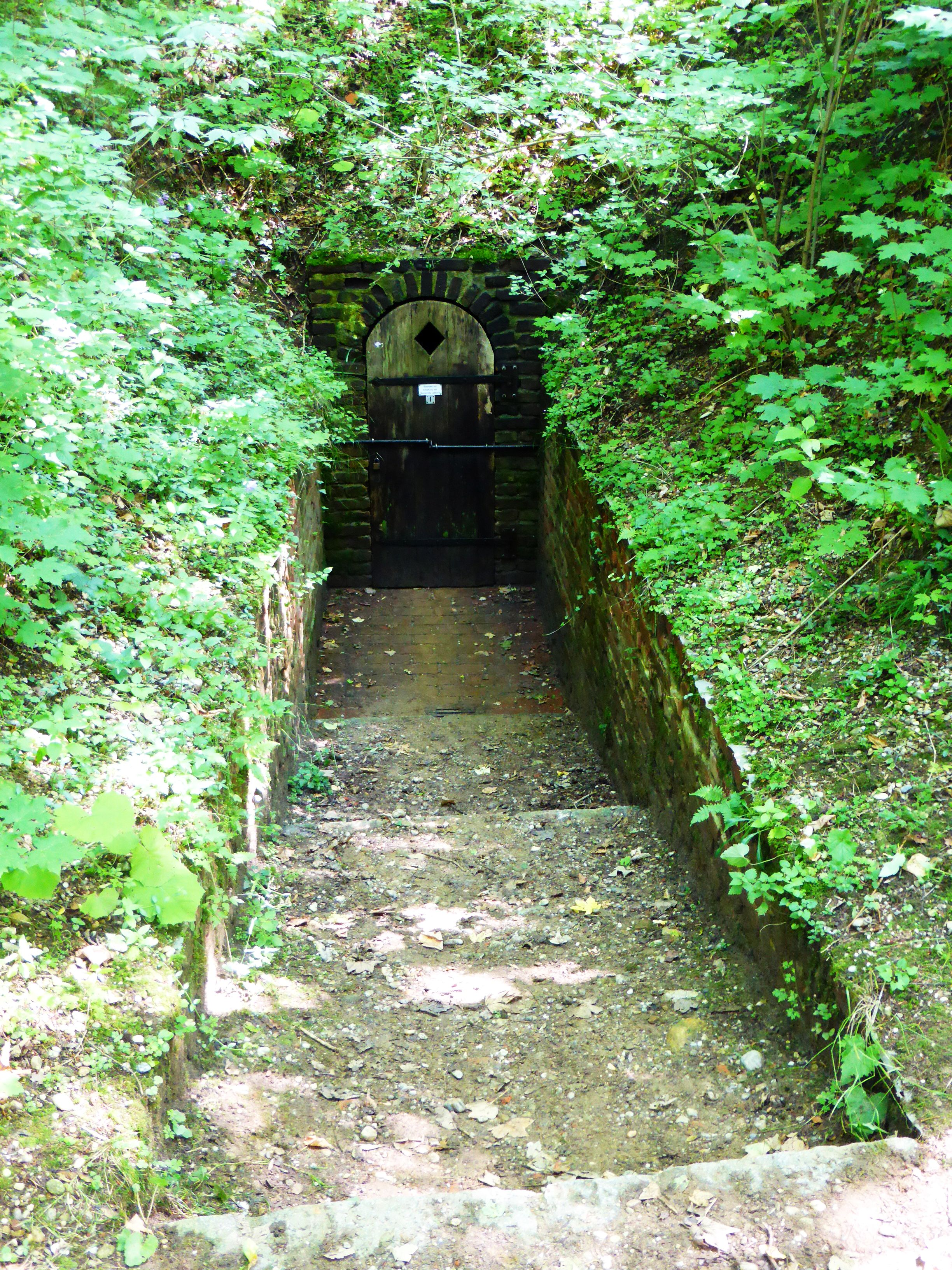
Eingang zu den Erdställen im Burghügel
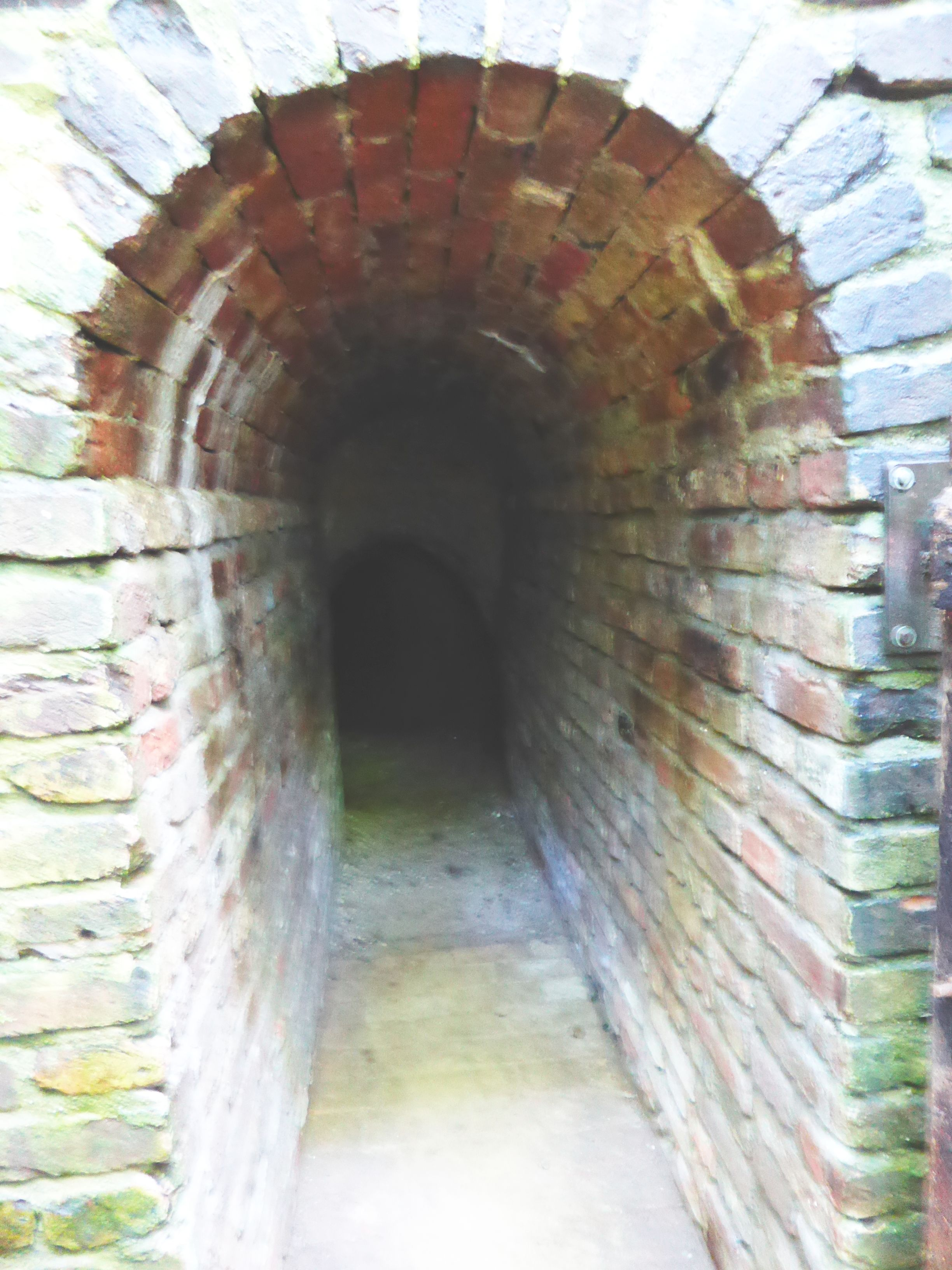
Erdstall

Die Reste der Burg Julbach liegen auf dem sogenannten Schlossberg auf einem langen Bergsporn. Das Burgareal wird von dem nördlich anschließenden Bergrücken durch einen Halsgraben abgetrennt, nördlich des Halsgrabens steigt ein mottenähnlicher Hügel auf, der als Vorburg bezeichnet wurde. Das eigentliche Burgareal umfasst ein knapp 75 Meter breites und 46 Meter langes Gelände. Gesichert wurde ein Mauerabschnitt von acht Metern Länge und einen Meter Breite. Zu den Überbleibseln der Burg zählt ein ausgemauerter, 57 m tiefer Brunnenschacht. Unter der Burganlage sowie unter der Julbacher Kirche liegt ein Erdstall, ein ausgeklügeltes Gangsystem mit einer Länge von 100 Meter.
Im Rathaus von Julbach können etliche Funde aus den Grabungskampagnen (Münzfunde, z. B. ein Friesacher Pfennig, Armbrustbolzen, Bronzearmreif, Keramikfunde von zerscherbten, spätmittelalterlich-frühneuzeitlichen Gebrauchsgeschirr) besichtigt werden.

## Stammliste der Edlen von Julbach-Schaunberg (1288), resp. (1316) Grafen von Schaunberg

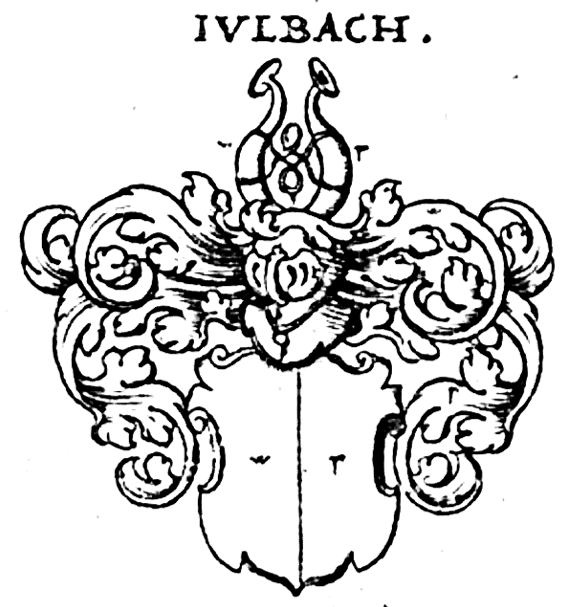
Wappen derer von Julbach in Siebmachers Wappenbuch

NN
1. N.N.
⚭ Hildegund, Tochter von Kuno von Mödling, Vogt von Kloster Au (⚭ 2. Dietrich von Baumgarten)
  1. Werinhart von Julbach, 1108/um 1165,
⚭ Benedikta von Ollersbach, 1147, Tochter von Gebhard und Benedikta von Formbach
    1. Werinhard, 1137/1171 von Julbach, 1148/1151 von Stauf, Wernhard de Stove
    2. Heinrich I., 1140 von Julbach, 1161 de Scovvenburg, 1146/1182 von Stauf, † nach 27. Februar 1187, begraben im Kloster Formbach
    3. Hartwig de Scovenberg, um 1170
    4. Tochter N.N.,
⚭ Graf von Bening, 1143/1179
    5. Gebhard von Julbach, 1172, de Schowenberch, 1140/um 1190,
⚭ Sophia um 1190, † 15. Mai ???
      1. Werinhard I. von Schaunberg, 1196, Vogt von Kloster Formbach, 1186/1221
        1. Heinrich der Jüngere, 1231
        2. Heinrich II., 1209/1277, † 25. Juli 1276/1281,
⚭ Hedwig von Plain, 1249, † 15. Februar nach 1256, Tochter des Grafen Luitpold III. und
(⚭ 2.) Agnes
          1. Heinrich III., 1275 der Jüngere, 20. Mai 1288 Graf von Schaunberg der Älter, 1248/1310
          2. Wernhart III., 1252 der Jüngere, 1281 der Ältere, 1249/1286, † 2. Februar 1287 (?),
⚭ Anna von Neuffen, † 1. Mai 1271 (?), Tochter des Heinrich von Neuffen
            1. Heinrich IV., 31. Oktober 1316, Graf von Schaunberg, 1291 der Jüngere, 1317 der Ältere, 1281/1321, † 1. März 1327,
⚭ Agnes 1316, † 3. November 1319, Schwester des Ulrich von Neuhaus und Tochter des Ulrich II. und Mechtild
              1. Agnes (Anna), 1322
⚭ 1. Vor 8. Dezember 1301 Hermann II. Graf von Ortenburg, 1292/1301,
⚭ 2. vor 26. April 1321 Ulrich von Maissau, Marschall in Österreich, 1299/1326
              2. Heinrich V., 1350 Johanniter Ordensmeister, † 12. Mai 1353/25. Februar 1357,
⚭ 1. kurz vor 4. Januar 1321 Anna von Truhendingen, † 25. Mai 1331/25. Juni 1337, Tochter von Graf Ulrich I.,
⚭ 2. Vor 24. Januar 1338 Elisabeth von Ochsenstein, Tochter von Otto von Ochsenstein
                1. Agnes,
⚭ vor 26. Juni 1337, Heinrich Graf von Hohenberg
                2. Imagina, 1330/1376, † 5. November 1377 (?),
⚭ (Nördlingen, vor 25. Juni 1337 / 23. April 1351) Ludwig X. Graf zu Oettingen, † 11. Mai 1370
                3. Konrad, 1337, 1343 Domherr zu Passau, 1349 Propst von St. Andreas zu Freising, 1350/1357 Propst zu Ardagger, † 1357
                4. Elisabeth, 1337
                5. Ulrich I., 1355 zu Feste Kammer und Waasen, 1369/1372 Hauptmann im Land ob der Enns, † Schaunburg, 6. März 1373,
⚭ 9. Februar 1353 Elisabeth von Nürnberg, 1379, † 1383 (?), Tochter des Johann Burggrafen von Nürnberg, begraben im Kloster Wilhering
                6. Heinrich VII., 1355, zu Feste Kammer und Waasen, 1382 zu Julbach, 1376 Pfandherr zu Weitra, 16. Juni 1361 Vasall der Herzöge von Österreich, † 9. Oktober 1390,
⚭ vor 9. Januar 1362 Ursula von Görz zu Schöneck, Neuhaus und Uttenstein, † nach 1383, Tochter von Graf Meinhard VI. von Görz und Katharina von Pfannberg
                  1. Anna, † 1396;
⚭ 1377 Graf Hermann II. von Cilli, † 13. Oktober 1435 zu Pressburg
                  2. Barbara, † 6. März 1398;
⚭ vor 11. März 1380 Heinrich III. von Rosenberg, † 28. Juli 1412
                    1. Peter III. von Rosenberg † 1406

                  3. Kunigunde, † 1424;
⚭ vor 12. November 1376 Johann II. Landgraf von Leuchtenberg und Graf von Hals, † 7. August 1390
                  4. Heinrich VIII., um 1380/82, † 17. Juli 1383
                  5. Ulrich II., 1382  → Grafen von Schaunberg (ab 1382)
                  6. Agnes, † nach 10. August 1412;
⚭ 9. April 1383 und vor 18. März 1386 Jobst Herr von Abensberg, † 29. August 1428
                  7. Ursula, † nach 10. August 1412;
⚭ Albrecht IV. Graf von Werdenberg und Bludenz und Schallenberg, † 1420

                7. Rudolf, 1367/1390, Archidiakon zu Straßburg, 1369 Pfarrer zu Gruscharn, 1380 Rektor der Universität Wien
                8. Wilhelm II., 1361/1377, † 1397 (?)
⚭ vor 15. Juni 1366 N. von Wallsee, Tochter des Eberhard IV.
                9. Johann, 1353/1380, Geistlicher
                10. Dorothea, um 1350,
⚭ Hadmar von Laber, 1364, † 1420

              3. Wernhart VI., 1317, † 15. Dezember 1318 / 3. November 1319,
              4. Agnes, 1318/1319, Nonne im Kloster St. Bernhard zu Wien
              5. Konrad I., 1318 Graf, 1340 Vogt von Kloster Lilienfeld, † 7. Juni 1353, begraben in der Wiener Minoritenkirche,
⚭ 1. vor 28. März 1317 Adelheid von Haigerloch, † 23. Februar 1333, begraben im Kloster Lilienfeld,
⚭ 2. N.N., 1351/1353
              6. Albert, 1327
              7. Adelheid, † 4. Juli 1328/1334,
⚭ vor 1. März 1327 Heinrich III. Graf von Ortenburg (Spanheim-Ortenburger), † 4. November 1347

            2. Wernhart IV., 1281/1301,
⚭ Kunigunde von Ortenburg, Tochter von Graf Friedrich II. von Ortenburg
              1. Wernhart V., 1318 Graf, † 26. Mai 1363/9. April 1366
              2. Heinrich VI., 1341/1347, Johanniter Ordenskomtur, † 21. Dezember 1351,
⚭ N.N. 1321
                1. Ulrich, 1351
                2. Heinrich, 1365
                3. Katharina, Nonne zu St. Bernhard in Wien

              3. Wilhelm I. zu Aschach und Truchsen,
⚭ 2. Februar 1323/20. März 1324 Elisabeth von Görz, 1322 zu Cilli und Truchsen, 1338 Witwe von Hermann Graf von Neunburg
              4. Leutold, 1318, immatrikuliert in Bologna, 1320 Domherr zu Freising, 1321/1325 Propst zu Ardagger, 1328 Domherr von Konstanz, 1336/1342, 1342/1347 Elekt von Freising, 1350/1355 Dompropst zu Konstanz, † Wien 26. Dezember 1355
              5. Otto, 1318, 1336 Propst zu Ardagger, 1344 Domherr zu Passau, † 1. August 1344
              6. Rudolf, 1318, † 17. August 1347/22. Juni 1348
                1. Kind, 1348
                2. Margareta, 1354/1380,
⚭ 1. Wien 12. März 1354 bzw. vor 1. Mai 1355 Johann Graf von Pfannberg, † vor 25. November 1362,
⚭ 2. vor 16. Juni 1368 Wilhelm II Graf von Montfort in Bregenz, † 16. Juni 1373/14. Juni 1374
                3. Anna, 1394/1406, Äbtissin von Kloster Dürnstein
                4. Wilhelm, 1353
                5. Heinrich, 1353

            3. Leutold, 1284/1338, 1295/1338 Domherr zu Passau, Propst zu Mattsee, Pfarrer zu Grafenwerd, † 26. Dezember (?)
            4. Sophia, 1311/1349,
⚭ vor 6. Februar 1311 Otto IV. Graf von Ortenburg, 1290/1342

        3. Wernhart II., 1256 Pfleger zu Obernberg, 1217, † 9. April 1266/1267,
⚭ Hedwig von Waxenberg, 1258, Erbtochter von Heinrich von Griesbach-Waxenberg
          1. Hedwig, † 13. November 1313,
⚭ 1. Wok I. von Rosenberg, † 3. Juni 1262 in Graz,
⚭ 2. Friedrich von Stubenberg, † 1319
          2. Elisabeth, 1258,
⚭ Wernhard II. Graf von Leonberg, 1269/1283
          3. Margareta, 1258

Die weitere Stammeslinie ist die der Schaunberger, die sich von Heinrich VII. ableitet. Diese Familie stirbt im Mannesstamm mit Wolfgang II. zu Oberwallsee und Eferding am 11. Juni 1559 aus, das Erbe geht nach einem Vergleich mit Kaiser Maximilian II. am 10. August 1572 an die mit den Schaunbergern verschwägerten Starhemberger und Liechtensteiner.